# جام سنت مونگو
جام سنت مونگو یک تورنمنت فوتبال بود که در گلاسگو، اسکاتلند برای جشن گرفتن جشنواره بریتانیا در سال ۱۹۵۱ برگزار شد. این رقابت توسط چهارده باشگاه «بخش A اسکاتلند» به همراه کلاید و کویینز پارک  «از بخش B» به رقابت پرداختند. سلتیک، آبردین را ۳–۲ در فینال در حضور ۸۱،۰۰۰ تماشاگر در همپدن پارک شکست داد.

## فرمت اصلی
فرمت اصلی این رقابت شامل شش باشگاه گلاسکو با اضافه شدن هیبرنین، هارتس، آبردین و داندی بود.
به دنبال اعتراضات از طرف باشگاه‌هایی که در جلسه اتحادیه فوتبال اسکاتلند از مسابقات حذف شدند، قالب پیشنهادی کنار گذاشته شد و قالب مسابقات تجدید نظر خواهد شد.

## خلاصه
سلتیک در راه رسیدن به فینال، هارتس را ۲–۱، کلاید را ۴–۲ در یک بازی تکراری یک روز پس از تساوی ۴–۴ در مرحله یک چهارم نهایی، و ریت روورز را ۳–۱ در نیمه نهایی شکست داد. در فینال، آبردین (که رنجرز، سنت میرن و هیبرنین را حذف کرده بود) با گل‌های هری یورستون در دقیقه ۲۰ و تامی بوگان ۳۵ دو گل جلو افتاد (دروازه بان سلتیک، جورج هانتر در این روند مصدوم شد و بابی ایوانز در دروازه بازی کرد.) چارلی تالی در نیمه دوم بازی را به نفع سلتیک تغییر داد و شان فالون دو گل را به ثمر رساند و گل پیروزی را جیمی ولش به ثمر رساند.
همچنین یک تورنمنت برای باشگاه‌های دسته پایین‌تر برگزار شد، سنت مونگو کوایچ توسط دامبرتون با پیروزی بر آیر یونایتد در فینال، و یک سری بازی دوستانه بین باشگاه‌های اسکاتلندی و انگلیسی، پنج بازی با آیر یونایتد انجام شد که هر پنج بار شکست خوردند.
| آبردین                    | ۲–۳ | سلتیک                      |
| ------------------------- | --- | -------------------------- |
| - یورستون ۲۰' - بوگان ۳۵' |     | - فالون ۴۰'، ۵۰' - ولش ۷۰' |

| آبردین: |  |              |
|         |  |              |
| GK      |  | فرد مارتین   |
| RB      |  | دان امری     |
| LB      |  | دیوی شاو     |
| RH      |  | تونی هاریس   |
| CH      |  | کن تامسون    |
| LH      |  | تامی لوری    |
| OR      |  | تامی بوگان   |
| IR      |  | هری یورستون  |
| CF      |  | جورج همیلتون |
| IL      |  | آرچی بیرد    |
| OL      |  | جک هاتر      |

| سلتیک: |  |             |
|        |  |             |
| GK     |  | جورج هانتر  |
| RB     |  | مایک هانی   |
| LB     |  | الکس رولو   |
| RH     |  | بابی ایوانز |
| CH     |  | جیم مالان   |
| LH     |  | جو بایلی    |
| OR     |  | بابی کالینز |
| IR     |  | جیمی ولش    |
| CF     |  | شان فالون   |
| IL     |  | برتی پیکاک  |
| OL     |  | چارلی تولی  |

## صفحه‌های مشابه
مسابقات قهرمانی فوتبال جهان
جام نمایشگاه امپراتوری
جام نمایشگاه گلاسگو ۱۸۸۸
جام بین‌المللی نمایشگاه گلاسگو
جام نمایشگاه ادینبرو
جام تاج‌گذاری